# العلاقات التونسية الكيريباتية
العلاقات التونسية الكيريباتية هي العلاقات الثنائية التي تجمع بين تونس وكيريباتي.

## مقارنة بين البلدين
هذه مقارنة عامة ومرجعية للدولتين:
| وجه المقارنة                                              | تونس                                       | كيريباتي                        |
| --------------------------------------------------------- | ------------------------------------------ | ------------------------------- |
| المساحة (كم2)                                             | 163.61 ألف                                 | 811                             |
| عدد السكان (نسمة)                                         | 11.53 مليون                                | 116.40 ألف                      |
| الكثافة السكانية (ن./كم²)                                 | 70.47                                      | 14.35 ألف                       |
| العاصمة                                                   | تونس                                       | جنوب تاراوا                     |
| اللغة الرسمية                                             | اللغة العربية                              | لغة إنجليزية، اللغة الكيريباتية |
| العملة                                                    | دينار تونسي                                | دولار كريباتي، دولار أسترالي    |
| الناتج المحلي الإجمالي (بليون دولار)                      | 40.26 مليار                                | 196.15 مليون                    |
| الناتج المحلي الإجمالي (تعادل القوة الشرائية) بليون دولار | 129.05 مليار                               | 224.26 مليون                    |
| الناتج المحلي الإجمالي الاسمي للفرد دولار أمريكي          | 3.87 ألف                                   | 1.42 ألف                        |
| الناتج المحلي الإجمالي للفرد دولار أمريكي                 | 11.44 ألف                                  | 1.81 ألف                        |
| مؤشر التنمية البشرية                                      | 0.721                                      | 0.590                           |
| رمز المكالمات الدولي                                      | +216                                       | +686                            |
| رمز الإنترنت                                              | .tn                                        | .ki                             |
| المنطقة الزمنية                                           | ت ع م+01:00، توقيت وسط أوروبا، ت ع م+02:00 |                                 |

## منظمات دولية مشتركة
يشترك البلدان في عضوية مجموعة من المنظمات الدولية، منها:
| علم المنظمة | اسم المنظمة                   | تاريخ انضمام تونس | تاريخ انضمام كيريباتي |
| ----------- | ----------------------------- | ----------------- | --------------------- |
|             | يونسكو                        | 8 نوفمبر 1956     | 24 أكتوبر 1989        |
|             | مؤسسة التمويل الدولية         | 25 يوليو 1962     | 2 أكتوبر 1986         |
|             | منظمة حظر الأسلحة الكيميائية  | ?                 | ?                     |
|             | مؤسسة التنمية الدولية         | 30 ديسمبر 1960    | 2 أكتوبر 1986         |
|             | الاتحاد البريدي العالمي       | ?                 | ?                     |
|             | الاتحاد الدولي للاتصالات      | 14 ديسمبر 1956    | 3 نوفمبر 1986         |
|             | الأمم المتحدة                 | 12 نوفمبر 1956    | 14 سبتمبر 1999        |
|             | البنك الدولي للإنشاء والتعمير | 14 أبريل 1958     | 29 سبتمبر 1986        |

## وصلات خارجية
- موقع وزارة الخارجية التونسية